# Armando Bussi
Armando Bussi (Modena, 17 dicembre 1896 – Roma, 24 marzo 1944) è stato un antifascista e partigiano italiano, vittima dell'eccidio delle Fosse Ardeatine e medaglia d'oro al valor militare alla memoria.

## Biografia
Repubblicano, prese parte ai combattimenti nella prima guerra mondiale, restando ferito e cadendo nelle mani dell'Esercito austriaco. Fuggì dal campo di concentramento di Braunau in Boemia, dove erano in corso le rivolte del novembre 1918, a cui partecipò. Al rientro in Italia, esercitò la professione di ferroviere e si impegnò nella lotta al fascismo, aderendo al Partito d'Azione e impegnandosi attivamente, dopo l'armistizio di Cassibile, nei gruppi della resistenza partigiana a Roma e nel Lazio.
Catturato dalla speciale polizia della Repubblica Sociale Italiana conosciuta come Banda Koch capeggiata da Pietro Koch, fu condotto presso la sede della Banda, che in quel periodo era in via Principe Amedeo 2, presso la pensione Oltremare, dove fu brutalmente torturato per giorni, senza mai tradire i compagni. Morì martire nell'Eccidio delle Fosse Ardeatine, avvenuto a Roma il 24 marzo 1944, per mano delle SS di Herbert Kappler.